# Liste der Monuments historiques in Moncheux
Die Liste der Monuments historiques in Moncheux führt die Monuments historiques in der französischen Gemeinde Moncheux auf.

## Liste der Objekte
| Bezeichnung               | Beschreibung                                                  | Standort                           | Kennzeichnung | Schutzstatus | Datum | Bild |
| ------------------------- | ------------------------------------------------------------- | ---------------------------------- | ------------- | ------------ | ----- | ---- |
| Skulptur Madonna mit Kind | Kalkstein, farbig gefasst, zweite Hälfte des 15. Jahrhunderts | in der Kirche Ste-Catherine (Lage) | PM57000237    | Classé       | 1984  |      |